# François Le Goullon

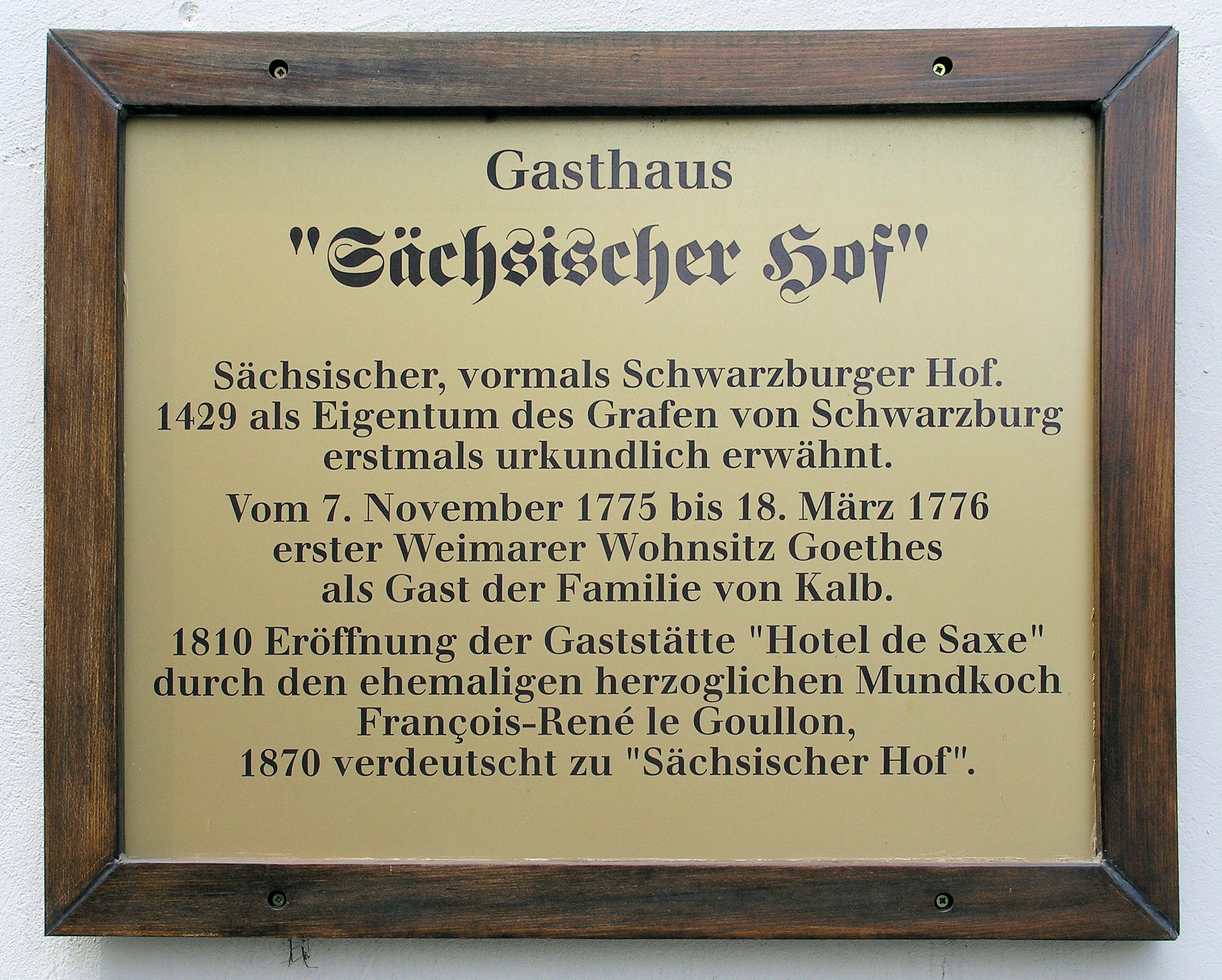
Gedenktafel am Sächsischen Hof

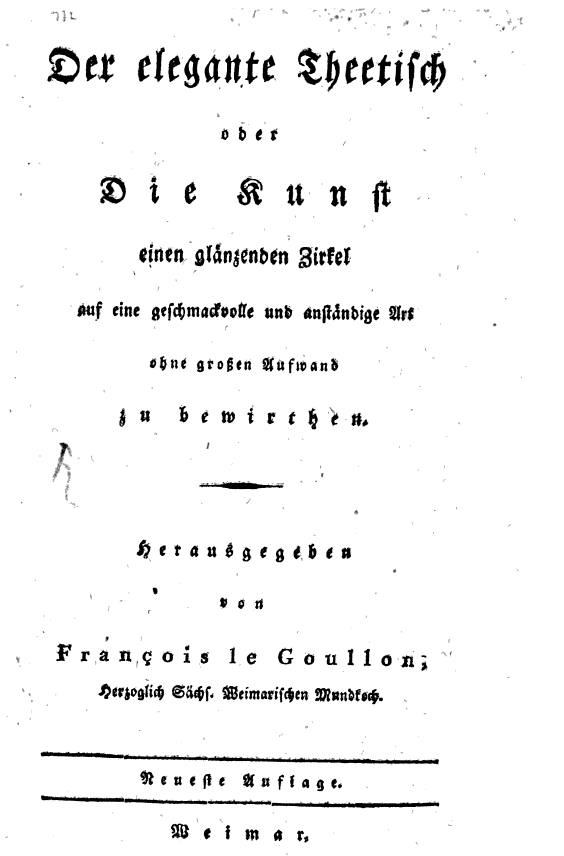
Titelblatt von „Der elegante Theetisch …“

François René Le Goullon (* 1. Oktober 1757 in Metz; † 10. August 1839 in Weimar) war ein französisch-deutscher Koch und Verfasser von Kochbüchern.

## Leben
Er wurde als Sohn eines Offiziers und Gastwirts in Metz geboren. Seine Jugend in verbrachte er in Kassel. Dort lernte er 1777 Herzogin Anna Amalia von Sachsen-Weimar-Eisenach kennen, die ihn als Küchenmeister und Mundkoch engagierte und nach Weimar mitnahm. Dort wohnte er u. a. An der Ackerwand Nr. 9. Heute noch ist hier das „G“ im denkmalgeschützten Portal zu sehen. Das Grundstück gehörte ursprünglich zur Seifengasse. 1787 heiratete er Johanna Christiana Antonetta Ortelli. Nach Anna Amalias Tod gründete er 1809 das „Hôtel de Saxe“ (1870 in „Sächsischer Hof“ umbenannt).
Johann W. Goethe und seine Frau Christiane erwähnen den Gartennachbarn und Gastronomen mehrfach in ihren Briefen. Er belieferte Goethes Haushalt am Frauenplan über dreißig Jahre hinweg u. a. mit getrüffelten Gänseleberpasteten. Zumindest das Rezept hierzu ist überliefert.
Le Goullon schrieb mehrere Kochbücher, die ihm weit über Weimars Grenzen Ruhm bescherten. Bekannt wurde insbesondere das Buch Der elegante Theetisch oder die Kunst, einen glänzenden Zirkel auf eine geschmackvolle und anständige Art ohne großen Aufwand zu bewirthen, das 1809 in der Hoffmannschen Buchhandlung in Weimar erschien.
Sein 6. Kind Heinrich Conrad Le Goullon wurde in Weimar ein angesehener Arzt.
Sein Grab befindet sich auf dem Historischen Friedhof Weimar.

## Werke
- Der elegante Theetisch oder die Kunst, einen glänzenden Zirkel auf eine geschmackvolle und anständige Art ohne großen Aufwand zu bewirthen. Weimar 1809.
- Neujahrsgeschenk für Leckermäuler. Eine Auswahl von 100 der schönsten Mehl-, Milch- und Eier-Speisen der Engländer, Franzosen und Italiener, als Poudings, Aufläufe, Omletten, Dampfnudeln, Klöse, Macaroni, usw. Hrsg. François Le Goullon, Weimar 1813.
- Der neue Apicius oder die Bewirthung vornehmer Gäste so wie es die feinere Kochkunst und der Geschmack des 19. Jahrhunderts gebietet. Taschenbuch für Freunde gastlicher Bewirthung und einer wohlbesetzten Tafel. Weimar 1829.